# 제이크 로이드
제이크 로이드(Jake Lloyd, 1989년 3월 5일 ~ )는 미국의 배우이다. 현재는 배우를 은퇴하고 영상 작가로서 SF 작품 컨벤션 등에 참여하고 있다. 《스타 워즈 에피소드 1: 보이지 않는 위험》에서 아나킨 스카이워커 역으로 잘 알려져 있다.

## 출연 작품
- 스타 워즈 에피소드 1: 보이지 않는 위험
- 솔드 아웃